# Savona
Savona (ligur nyelven Sann-a) város Észak-Olaszországban, Liguria régió tengerpartján, az azonos nevű, Savona megye székhelye. Ipari város, forgalmas kikötővel. A városból kompok indulnak Korzika szigetére. Egykori lakosai között volt Kolumbusz Kristóf is.

## Híres szülöttei
- Della Rovere-család, két pápát és Urbino több hercegét adta
- Lorenzo Guilelmo Traversagni (1425–1503), ferences humanista
- Girolamo Riario (1443–1488), IV. Szixtusz pápa fia, Imola és Forlì ura
- Michele da Cuneo (1448–1503), tengerész Kolumbusz 2. expedíciójában
- Gabriello Chiabrera (1552–1638), költő, drámaíró
- Anton Giulio Barrili (1836–1908), novellista
- Paolo Boselli (1838–1932), pénzügyi tanácsadó, politikus
- Bruno Collet (1853–1919), festő
- Giuseppe Pizzardo (1877–1970), bíboros
- Giuseppe Martano (1910–1994), kerékpárversenyző
- Milena Milani (1917–2013), művész, író, újságíró
- Gianni Baget Bozzo (1925–2009), lelkész, teológus, politikus és publicista
- Fernando Gazzolo (1928–2015), színész, szinkronszínész
- Renata Scotto (* 1934), opera-énekesnő
- Tiziana Ghiglioni (* 1956), dzsesszénekesnő
- Piero Pioppo (* 1960), érsek, a Szentszék diplomatája
- Andrea Grillo (* 1961), katolikus teológus
- Donatella Fioretti (* 1962), építésznő
- Fabio Fazio (* 1964), televíziós műsorvezető
- Christian Panucci (* 1973), labdarúgó
- Stefano Carozzo (* 1979), vívó
- Annalisa Scarrone (* 1985), popénekesnő
- Matteo Iachino (* 1989), széllovas
- Stephan El Shaarawy (* 1992), futballista
- Davide Biale (* 1994), youtuber és basszusgitáros[2]

## Látnivalók
- Priamar-erőd
- Keresztelő Szent János-templom
- Cappella Sistina

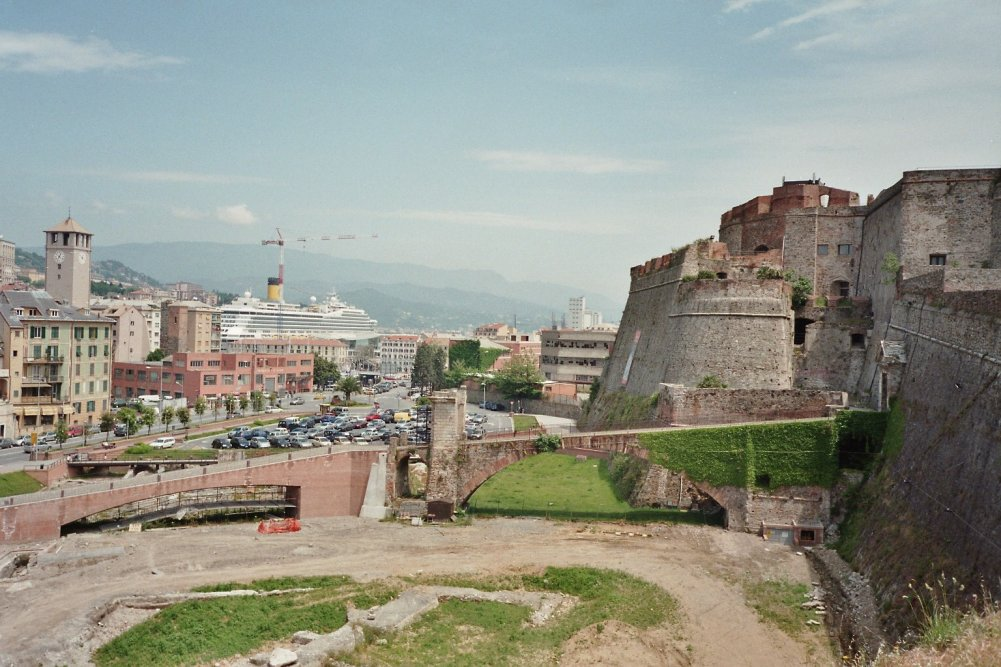
Savona erődje (Priamar) jobbra és a város képe

- Nostra Signora di Castello-templom
- Nostra Signora della Misericordia-templom
- Pozzobonello-palota
- Delle Palle-palota
- Kolumbusz Kristóf apjának a háza